# Plantago gentianoides
Plantago gentianoides är en grobladsväxtart. Plantago gentianoides ingår i släktet kämpar, och familjen grobladsväxter. Utöver nominatformen finns också underarten P. g. gentianoides.